# Bin Tepe

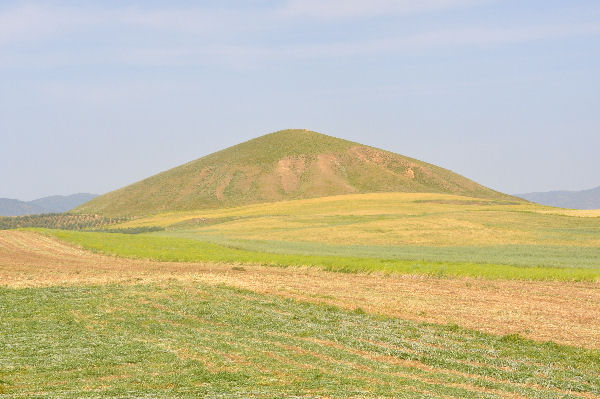
Tumulus van Alyattes II

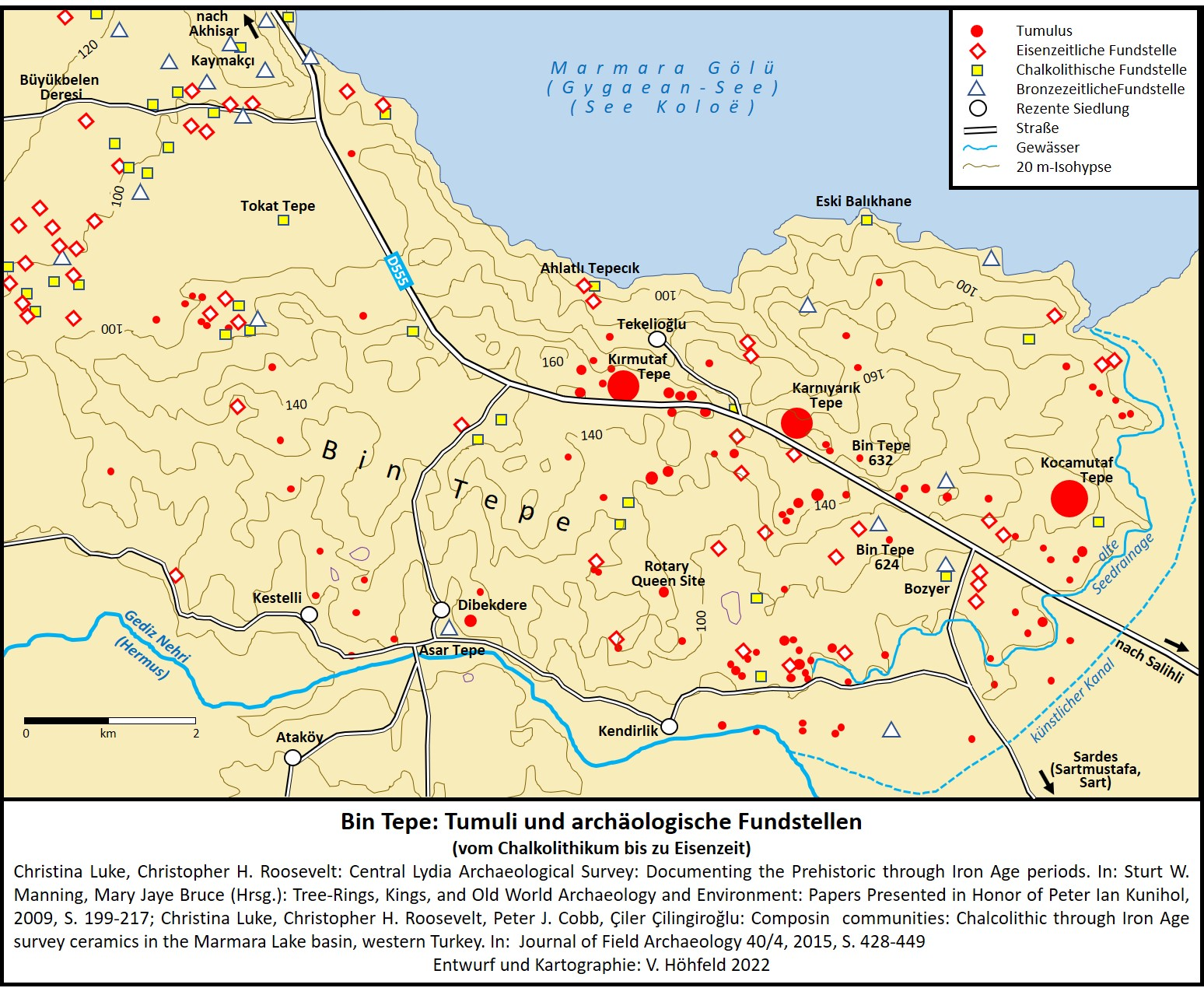

Bin Tepe is een archeologische vindplaats aan de zuidelijke oever van het Marmarameer in de provincie Manisa van Turkije. Het bestond uit meer dan 100 tumuli en diende als begraafplaats voor de elites van het nabijgelegen Sardis.

## Site
Bin Tepe is een oude necropolis die bestaat uit meer dan 100 tumuli. Gelegen in de buurt van de historische Lydische hoofdstad Sardis, diende het de lokale elites tijdens de Lydische en Achaemenidische periodes.
Bin Tepe ligt op een lage kalkstenen bergkam ten noorden van Sardis. De hoogte en de nabijheid van een belangrijke reisroute maakten de tumuli opvallend voor reizigers uit de oudheid, zoals ze dat nog steeds zijn voor moderne bezoekers. De nabijheid van de site tot eerdere nederzettingsheuvels uit de bronstijd suggereert dat het mogelijk is gekozen om een symbolische link naar het verleden te bieden. De begrafenissen werden georganiseerd in groepen, waarschijnlijk overeenkomend met families of landgoederen. Hoewel er ooit minstens 149 tumuli op de site waren, zijn er nu nog maar ongeveer 115, de andere zijn vernietigd voor landbouwgrond.
De tumuli bestaan uit stenen grafkamers bedekt met grote aarden heuvels. De grafkamers waren ofwel gemaakt van platen of in het gesteente uitgehouwen en bevonden zich over het algemeen niet in het midden om grafrovers af te schrikken. Terpen werden vaak omringd met een keermuur die een "crepis" werd genoemd. Muren van Crevis, waarvan er vele niet meer bestaan, gaven de heuvel een gedefinieerde rand en hielden de vuilvulling op zijn plaats.
De vroegste van de Bin Tepe-tumuli dateren van rond 600 voor Christus, schijnbaar aangepast van Frygische koninklijke begrafenissen in de Frygische hoofdstad Gordion. De stijl bleef in gebruik na de val van het Lydische rijk in 546 voor Christus, waarbij veel van de dateerbare voorbeelden in Bin Tepe zijn gebouwd tijdens de daaropvolgende Perzische periode. Gedurende hun gebruiksperiode in Sardis bestonden ze naast andere stijlen, waaronder uit rotsen gehouwen graven en steenkistgraven.

## Grote tumuli
De Tumulus van Alyattes (Turks: Koca Mutaf Tepe) is de grootste op de site, met een hoogte van 63 m, een basisdiameter van 330 m en een totaal volume van 785.000 m³. Het wordt algemeen aanvaard als het graf van de Lydische koning Alyattes II die stierf in 560 voor Christus. Er wordt geschat dat het twee en een half jaar zou hebben geduurd om te bouwen met 2.400 arbeiders en 600 lastdieren. De grafkamer is gebouwd van kalksteen en marmer met een stijl van metselwerk die de invloed van Griekenland en het Nabije Oosten weerspiegelt. Ondanks dat het werd gebouwd om grafrovers af te schrikken, werd het in de oudheid toch zwaar geplunderd. Er zijn weinig grafgiften en geen menselijke resten gevonden.
Twee andere tumuli van uitzonderlijke grootte werden traditioneel geïdentificeerd als graven van andere koningen van de Mermnad-dynastie, maar deze identificaties worden niet geaccepteerd door moderne geleerden. De op een na grootste tumulus (Koca Mutaf Tepe) is 53 meter hoog, met een basisdiameter van 230 meter, en het volume is ongeveer gelijk aan die van de Grote Piramide in Gizeh. Deze tumulus werd traditioneel toegeschreven aan koning Gyges, maar aardewerkfragmenten in de heuvel laten zien dat het minstens veertig jaar na zijn heerschappij dateert. Het lijkt te zijn gebouwd over een onvoltooide kleinere tumulus. Archeologen hebben gespeculeerd dat het mogelijk is gebouwd voor een koningin, aangezien de grootte een koninklijke begrafenis suggereert en geen enkele andere koning uit de relevante periode een plausibele kandidaat is.

## Geschiedenis van de opgraving
Bin Tepe is sinds de aanleg een opvallend kenmerk van het landschap. De Tumulus van Alyattes werd door Herodotus in zijn Historiën als volgt beschreven:

Maar er is daar één gebouw te zien dat opmerkelijker is dan enig ander, met uitzondering van die van Egypte en Babylon. Er is in Lydië het graf van Alyattes, de vader van Croesus, waarvan de basis is gemaakt van grote stenen en de rest van opgehoopte aarde. Het werd gebouwd door de mannen van de markt en de ambachtslieden en de prostituees. Er bleven tot mijn tijd vijf hoekstenen op de top van het graf liggen, en daarop was het verslag gegraveerd van het werk dat door elke soort was gedaan: en metingen toonden aan dat het aandeel van de prostituees in het werk het grootste was.
— Herodotus, Historiën 1-93.

De tumuli zijn sinds de oudheid grondig geplunderd, waardoor veel van het archeologische bewijs dat ze ooit bevatten, is vernietigd. De eerste systematische studie werd uitgevoerd door de Pruisische consul Ludwig Peter Spiegelthal, die in 1853 de Tumulus van Alyattes opgroef. De archeologische opgraving van de andere tumuli begon in 1880 en gaat door tot op de dag van vandaag. Ondanks de vernietiging van de plunderaars, heeft het resterende bewijs inzicht gegeven in de Lydische samenleving en overtuigingen. De tumuli zijn vooral belangrijk voor ons begrip van de Perzische periode van de Lydische geschiedenis, die veel beter wordt bevestigd in Bin Tepe dan in Sardis zelf.

## Werelderfgoed

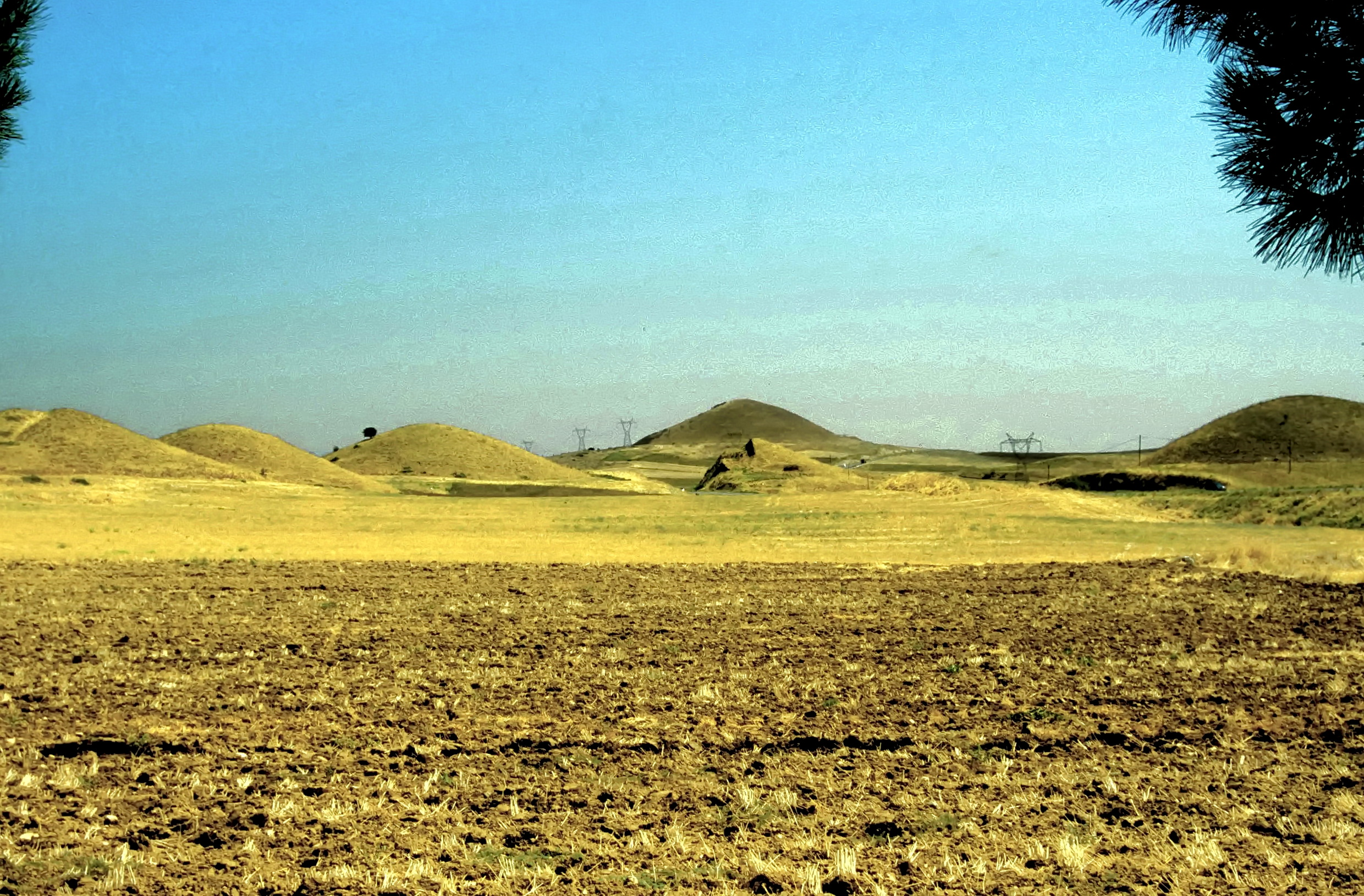

Bin Tepe werd samen met de archeologische opgraving van Sardis omwille van de bijzondere universele waarde uitgeroepen tot werelderfgoed. De twee sites met omliggende bufferzones, voor een totale oppervlakte van 16.129 hectare, werd in juli 2025 tijdens de 47e sessie van de Commissie voor het Werelderfgoed in Parijs erkend als UNESCO cultureel werelderfgoed en onder de titel "Sardis en de Lydische tumuli van Bin Tepe" aan de werelderfgoedlijst toegevoegd. De werelderfgoederkenning was gebaseerd op criterium iii, "het draagt een unieke of ten minste een exceptionele getuigenis van een culturele traditie of een samenleving, die nog voortleeft of is verdwenen". Sardis was de hoofdstad van de Lydiërs, een machtige beschaving uit de ijzertijd (8e-6e eeuw v.Chr.) die bekend stond om zijn rijkdom en vroege muntproductie. De stad had een unieke stedelijke structuur met versterkte muren, terrassen en verschillende zones, waaronder nederzettingen, heiligdommen en begraafplaatsen. Op de begraafplaats van Bin Tepe staan enkele van de grootste tumulusgraven ter wereld. De Lydiërs ontwikkelden een aparte taal en religieus systeem en werden veel genoemd in Griekse, Romeinse en Europese teksten. Na hun val bleef Sardis belangrijk onder Perzische, Griekse, Romeinse en Byzantijnse heerschappij.